# Самобор (замок)
Замок Самобор (хорв. Stari grad Samobor) — разрушенный замок на вершине холма Тепеч в городе Самобор, Хорватия, всего в 10 минутах пешком от центра города. До сих пор можно различить остатки старого рва, массивные ворота и большинство стен.

## История
Замок был построен на вершине холма над важным тогда перекрестком дорог в северо-западной части долины реки Сава, над средневековым рыночным городом Самобор. Он был возведен между 1260 и 1264 гг. сторонниками чешского короля Отакара II, который тогда воевал с венгерским королем Иштваном V. Хорватско-венгерские силы под руководством князя Окича быстро захватили замок, за что князю было пожаловано город Самобор и привилегию собирать местные налоги.

План замка Самобор

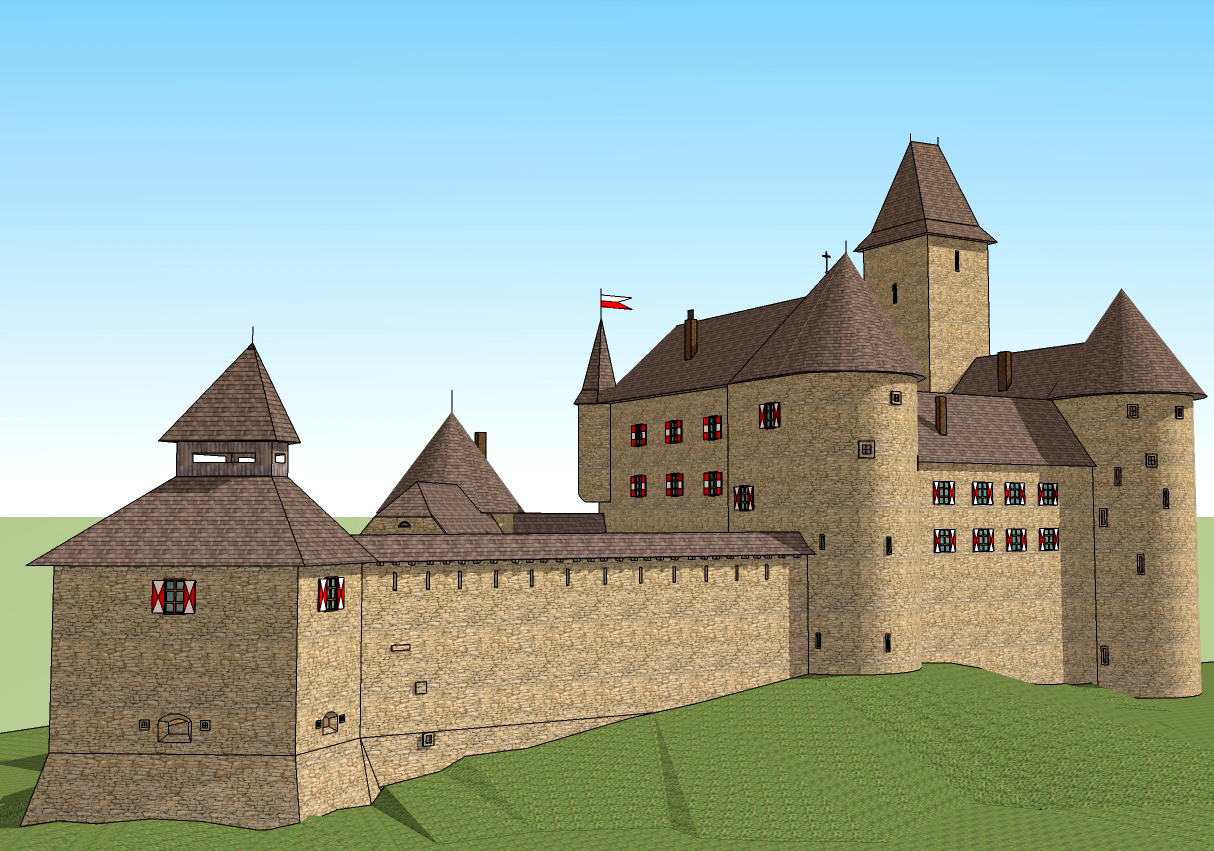
3d-реконструкция облика замка Самобор

Изначально укрепление было каменной крепостью, построенной на скальном выступе. Оно состояло из трех частей. Центральное ядро является старейшей частью крепости. В юго-восточной части ядра располагалась высокая сторожевая башня, руины которой является единственной сохранившейся оригинальной частью замка . Рядом со сторожевой башней расположена полукруглая башня с маленькой готической часовней св. Анны, которая, как считается, была построена в тридцатых годах 16-го века. В этот период началась перестройка замка, которая осуществлялась расширением ядра замка на север. Замок продолжали обновлять и реконструировать в 17-м и 18-м веках. Последним построенным зданием внутри крепости был трехэтажный дом на южной стороне, который и формирует внутренний двор вместе с верхними частями замка. Фасады этого дома разделены портиками с колоннами тосканского ордера и он имеет богатое внутреннее убранство. Это здание превратило замок с его начального фортификационного назначения в загородный замок в стиле барокко. Последние жители покинули замок в конце 18-го века, что повлекло за собой постепенный упадок замка до текущего состояния руины.

## Известные правители и владельцы
Первыми известными владельцами замка был влиятельный славонский род Бабоничиив,. После них замок попал в собственность венгро-хорватских королей. В 15-м веке замок стал собственностью графов Целье, а в начале 16-го века. перешел в собственность феодального рода Франкопанов. В разные периоды владельцами замка были многие известные роды. Последними владельцами замка, которые еще жили в нем, были графы Эрдеди-Кулмеры. Муниципальный совет города Самобор в 1902 году выкупил замок у семьи Монтукуччоли, которая им владела на тот момент, и с того времени замок с прилегающей территорией служил местным местом для пикников.

## Восстановление
На текущее время замок Самобор является только впечатляющей руиной над ручьем Вугринщак (Vugrinščak) в центре города Самобор, хотя существует и проект реставрации замка. Сейчас восстановлена только стены часовни, для которых были использованы камни из разрушенных частей замка.